# Rivière Marsoui
Pour les articles homonymes, voir Marsoui.
La rivière Marsoui (ancienne désignation : rivière Marsoui ouest) coule successivement dans la municipalité de La Martre (canton de Christie), dans le territoire non organisé du Mont-Albert (canton de Boisbuisson), puis dans la municipalité de village de Marsoui, dans la municipalité régionale de comté (MRC) La Haute-Gaspésie, dans la région administrative Gaspésie-Îles-de-la-Madeleine, au Québec, au Canada.
À partir de la confluence et en remontant la rivière Marsoui, la « route de la rivière » longe le cours de la rivière Marsoui. Puis, à partir de la confluence de la rivière Marsoui Est, la route de la Mine-Candegos longe la partie intermédiaire de la vallée de la rivière Marsoui.

## Géographie
La rivière Marsoui prend sa source à un petit lac sans nom, de montagne, et en zone forestière dans le canton de Christie, dans la municipalité de La Martre. Ce petit lac est situé à 15,1 km au sud du littoral sud de l'estuaire du Saint-Laurent et à 1,7 km à l'est de la limite du canton de Tourelle.
À partir de ce petit lac de tête, la rivière Marsoui coule sur 29,1 km répartis selon les segments suivants :
- 1,2 km vers le sud-est dans le canton de Christie (municipalité de La Martre), jusqu'à la limite du canton de Boisbuisson ;
- 4,7 km vers le sud-est, puis vers l'est dans le canton de Boisbuisson, jusqu'à la route forestière ;
- 1,6 km vers le nord, jusqu'à la limite du canton de Christie (municipalité de La Martre) ;
- 1,9 km vers le nord, jusqu'à la confluence du ruisseau Dechesne, lequel reçoit ses eaux du lac Dechesne ;
- 16,6 km vers le nord-est dans une vallée très encavée, jusqu'à la limite de la municipalité de Marsoui ;
- 0,4 km vers le nord-est dans Marsoui, jusqu'à la confluence de la rivière Marsoui Est (venant du sud-est) ;
- 2,7 km vers le nord, en traversant le village de Marsoui, en passant sous le pont de la rue de la Rivière et de la route 132, jusqu'à sa confluence.

En somme, la rivière forme un grand « U » en descendant des montagnes. La rivière se déverse dans une anse sur le littoral sud du golfe du Saint-Laurent, à la hauteur du village de Marsoui. Une jetée située du côté est de cette anse protège les bateaux des vagues du golfe.

## Toponymie
Selon la Commission de toponymie du Québec, neuf toponymes utilisent le terme « Marsoui » ; tous ces toponymes sont reliés et désignent des lieux ou plans d'eau situés dans la municipalité de Marsoui ou dans le territoire non organisé du Mont-Albert.
Le toponyme « rivière Marsoui » a été officialisé le 5 décembre 1968 à la Banque des noms de lieux de la Commission de toponymie du Québec.